# Hans Uhlmann (Bildhauer)

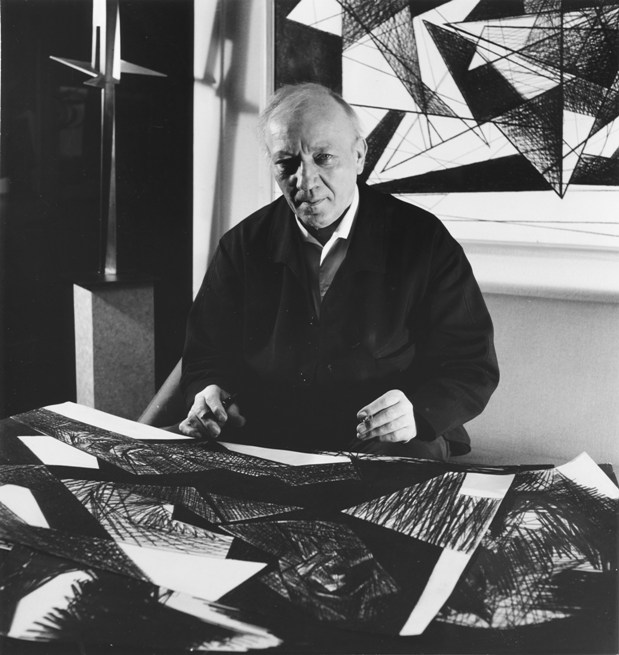
Hans Uhlmann auf einem Foto von Fritz Eschen, um 1960

Hans Alexander Uhlmann (* 27. November 1900 in Berlin; † 28. Oktober 1975 ebenda) war ein deutscher Zeichner und Bildhauer. Er gilt als Begründer der Metallplastik in Deutschland. Sein Werk umfasst 242 Skulpturen und mehr als 1125 Zeichnungen. Seit Beginn der 1950er Jahre erhielt er zahlreiche Aufträge für Skulpturen im öffentlichen Raum und nahm an internationalen Ausstellungen wie der documenta, der Biennale São Paulo und der Biennale Venedig teil.

## Leben

### Ausbildung und erste künstlerische Tätigkeit (1900–1933)
Hans Uhlmann wuchs in Berlin-Steglitz auf. Als Schüler fühlte er sich zur Musik hingezogen und erhielt Geigenunterricht. Nach dem Abitur begann Uhlmann 1918 an der Technischen Hochschule Berlin ein Studium mit dem Wahlgebiet „mathematische und technisch-konstruktive Probleme“, zeitgleich wirkte er an der Friedrich-Wilhelms-Universität im „Collegium Musicum“ mit. Nach seinem Examen 1924 arbeitete er als Diplom-Ingenieur bei der Firma Neufeldt & Kuhnke in Kiel. In jener Zeit entstanden seine ersten Skulpturen, die jedoch nicht erhalten sind. 1926 kehrte er als ständiger Assistent von Professor Max Kloss an die Technische Hochschule Berlin zurück. Parallel verfolgte er seine künstlerischen Studien, über die wenig bekannt ist. 1930 stellte er Gipsplastiken in der Galerie Fritz Gurlitt Berlin aus. Belegt ist 1929 eine Reise nach Paris und 1932 nach Moskau.

### Haft und innere Emigration (1933–1945)
Nach dem Wahlsieg der NSDAP 1932, spätestens im Frühjahr 1933, verlor Uhlmann seine Arbeitsstelle an der Technischen Hochschule Berlin. Der genaue Zeitpunkt und die genauen Umstände sind nicht bekannt. Am 26. Oktober 1933 wurde er bei einer Flugblattaktion festgenommen und nach mehrwöchiger Untersuchungshaft wegen Vorbereitung zum Hochverrat zu eineinhalb Jahren Gefängnis in der Justizvollzugsanstalt Tegel verurteilt. Seine Erfahrungen schilderte er in seinem in französischer Sprache geführten Tagebuch. In seiner Freizeit entstanden Porträtskizzen seiner Mitgefangenen und erste Skizzen zu Drahtplastiken. Nach seiner Entlassung wurde er zunächst als technischer Zeichner beschäftigt, seit 1937 war er als Konstrukteur bei der damals zum Krupp-Konzern gehörenden National Registrierkassen GmbH (NRK) in Berlin tätig. Zeitgleich schuf er seine ersten Skulpturen aus Eisendraht und Zinkblech. 1941 heiratete er Hildegard Rohmann. Im Jahr darauf kam der Sohn Hans Joachim zur Welt. In den Kriegsjahren 1942 bis 1945 entstanden keine Skulpturen und nur sehr wenige Zeichnungen.

### Neubeginn: Ausstellen und Lehren (1945–1952)

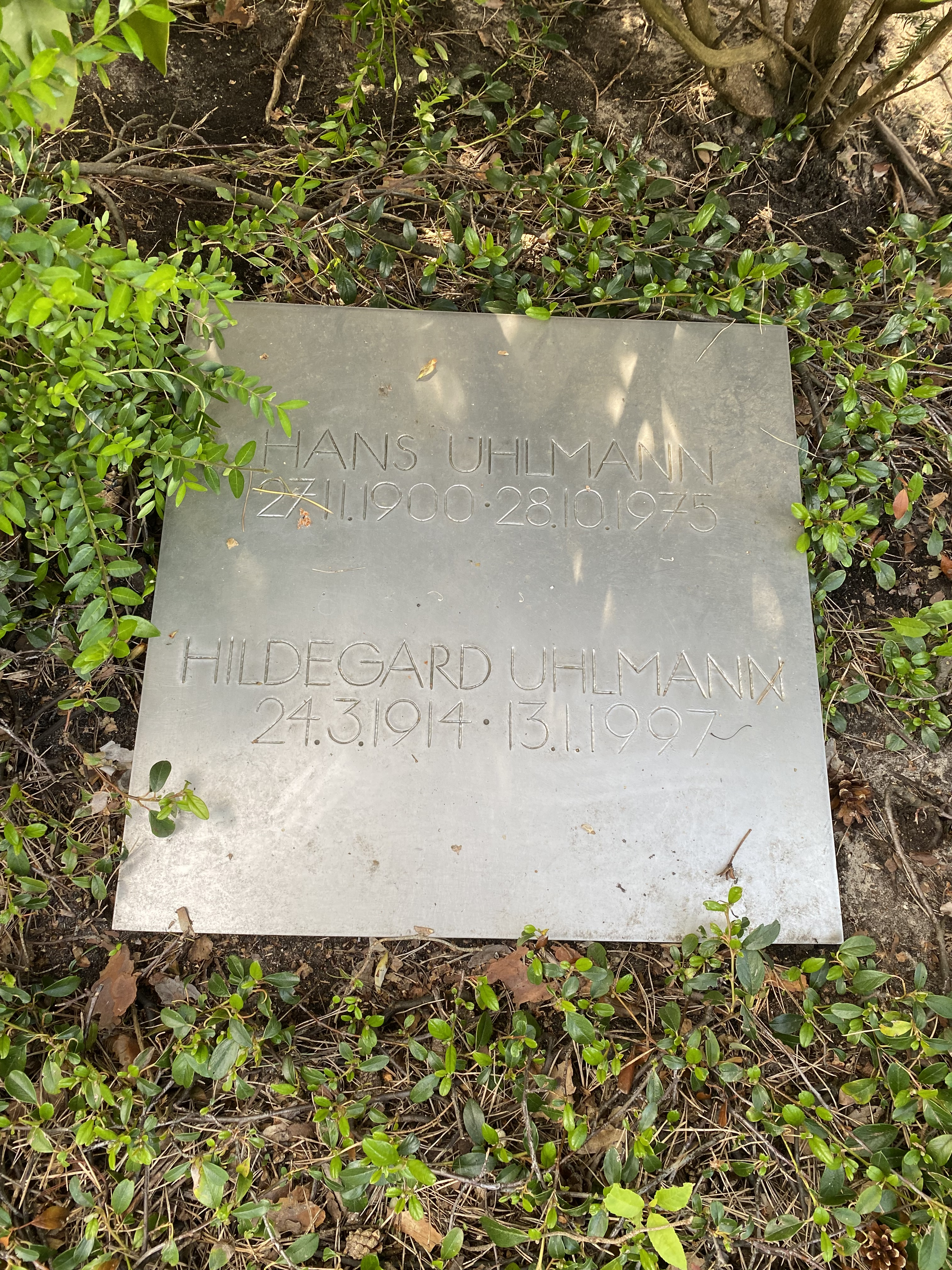
Grabstätte auf dem Waldfriedhof Dahlem

Kurz nach Kriegsende, im Mai 1945 wurde Uhlmann beim Volksbildungsamt Berlin-Steglitz im amerikanischen Sektor als Fachreferent für Malerei und Plastik eingesetzt. In dieser Funktion organisierte er Ausstellungen für die noch kurz zuvor mit Arbeitsverbot belegten Künstler. Er zeigte erstmals auch seine eigenen, in den vergangenen zwölf Jahren entstanden Skulpturen und Zeichnungen. Im Sommer 1946 wechselte er als Ausstellungsleiter zur Galerie Gerd Rosen, Kurfürstendamm 215, die zum Treffpunkt jener Künstler wurde, die nach 1945 einen Neubeginn suchten. Künstler der Galerie waren u. a. Heinz Trökes, Werner Heldt, Jeanne Mammen, Hans Thiemann, Hannah Höch, Louise Stomps, Theodor Werner und Mac Zimmermann. Nach zwei Jahren gab er diese Tätigkeit auf. 1950 erhielt Uhlmann einen Ruf an die Hochschule für Bildende Künste Berlin, wo er zunächst zwei Jahre den Grundkurs leitete. 1951 bekam Uhlmann den Preis für Zeichnung der Biennale in São Paulo zugesprochen. Im selben Jahr wurde er Mitglied der in München gegründeten Künstlergruppe ZEN 49. 1952 wurde er zum ordentlichen Professor ernannt. Im Jahr darauf gründete der Künstler bundesweit die erste Klasse für Metallplastik.

### Auftragsarbeiten und Retrospektive (1952–1975)
Mit dem großzügigen Dienst-Atelier in der Hochschule eröffneten sich Uhlmann neue technische und gestalterische Möglichkeiten, die sich auch in seinem Werk niederschlugen. Seine Zeichnungen, die sein bildhauerisches Werk kontinuierlich begleiteten, entstanden sowohl im Atelier als auch in seiner Privatwohnung. 1956 wurde er als ordentliches Mitglied in die Akademie der Künste aufgenommen. Es häuften sich Ehrungen, Ausstellungsbeteiligungen und Aufträge für Skulpturen im öffentlichen Raum. 1968 wurde Uhlmann emeritiert. Im selben Jahr zeigte eine Retrospektive in der Akademie der Künste (am Hanseatenweg) einen Querschnitt seines Schaffens. Noch 1972 realisierte er seine letzte große Auftragsarbeit, den „Turm mit allseitiger Ausstrahlung“ für die Eberhard-Karls-Universität Tübingen.
Hans Uhlmann lebte zurückgezogen in einem von dem Architekten Wassili Luckhardt entworfenen Reihenhaus in der Schorlemerallee, Berlin. In der Nachkriegszeit gehörte er zu den zentralen Figuren der Berliner Kunstszene und zählte zu den wichtigsten Bildhauern Deutschlands. Nach seinem Tod am 28. Oktober 1975 wurde Hans Uhlmann auf dem Waldfriedhof Dahlem beigesetzt.
Hans Uhlmann war Mitglied im Deutschen Künstlerbund.

## Werk

### Skulptur
Das skulpturale Werk von Hans Uhlmann ist in dem 1975 von der Akademie der Künste Berlin publizierten Oeuvreverzeichnis (bearbeitet von Ursula Lehmann-Brockhaus, Text: Werner Haftmann) veröffentlicht worden; abgekürzt LB. Es stellt alle plastischen Werke des Künstlers in Schwarzweiß-Abbildungen vor, einzelne großformatig in Farbe. Darunter sind einige wenige Gipsplastiken, in der Mehrzahl handelt es sich um geschweißte Raumplastiken aus Eisen und Stahl, in einzelnen Fällen um Messing-Güsse.

#### Köpfe (1930–1945)
Uhlmann begann sein plastisches Werk mit dem Modellieren von Köpfen in Ton und Gips. Die ersten bekannten Arbeiten stammen aus den Jahren 1930 bis 1932. Die Frauenköpfe sind keine Porträts, sondern auf die Charakteristik der Kopfform hin vereinfachte Abstraktionen. „Das Charakteristische dringt durch das Allgemeine“, kommentierte Werner Haftmann. (Haftmann, S. 21) Nach seiner Haftentlassung 1935 begann Uhlmann Köpfe aus Metalldraht zu realisieren. Für seine Konstruktionen verwendete er stabilen Eisendraht oder verzinktes Eisenblech. In einigen Varianten kombinierte er Draht und Bleche. In dieser Zeit schuf er die ersten konstruktiv gebauten Metallplastiken (LB 8, 12, 15, 25).

#### Raumlineaturen (1946–1952)
Die während der „inneren Emigration“ entstanden Köpfe aus Metall wirken starr und hermetisch. Uhlmanns seit 1946 geschaffenen Raumplastiken aus gebogenem Eisendraht hingegen stehen für Bewegung, Dynamik und Rhythmus. Die Titel „Insekten“, „Vogel“, „Pferde“ suggerieren figürliche Assoziationen, doch sind diese Bezeichnungen dem Künstler nur Vorwand für bewegte, schwingende Formen. Haftmann spricht von „vom Sockel abspringende(n) Raumschwünge(n)“ (Haftmann, S. 38), „Raumlineaturen“ und „Figurative(n) Zeichen“ (Haftmann, S. 39). Uhlmann definierte seine „direkte Stahlplastik“ im Gegensatz zu Volumenplastiken, die in Bronze gegossen sind. Die zunehmend abstrakter werdenden Skulpturen tragen Namen wie „Andante con moto“ (LB 71) oder „Sphärische Skulptur“ (LB 78). In den 1950er Jahren verfestigten sich Uhlmanns dynamische Formen. Er schnitt nun Elemente aus Stahlplatten und bog sie zu organisch konnotierten Raumzeichen, die entschiedener als die schwerelos wirkenden Drahtplastiken als Figur und Raumzeichen Bewegung in Kombination mit Bewegung versinnbildlichten.

#### Spirale, Karussell, Fetisch (1953–1960)

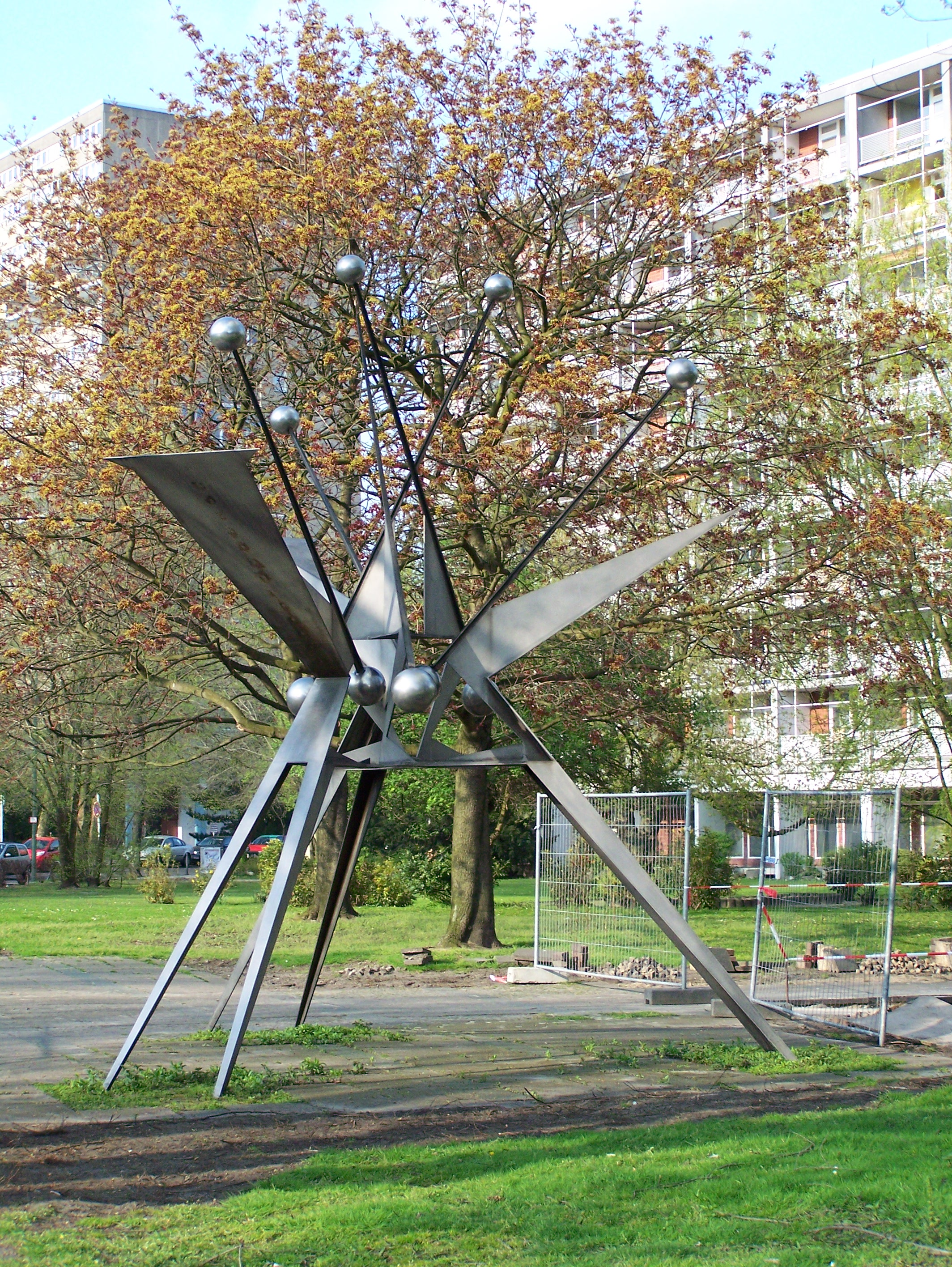
Hans-Uhlmann-Plastik am Hansaplatz in Berlin

In den 1950er Jahren erweiterte sich Uhlmanns Formenvokabular stetig. Zu den auf- oder in alle Richtungen strebenden Raumzeichen trat das Motiv der schwingenden Spirale und – stellvertretend für die Zentrifugalkraft – eine stark abstrahierte Form eines Karussells. Auftragsarbeiten inspirierten den Bildhauer oftmals zu neuen Lösungen. 1954 schuf er für die Musikhochschule Berlin „Concerto“ (LB 110) eine Skulptur, die aufstrebende, tänzerische Momente mit dem Spiralmotiv und rhythmisch gestaffelten Linien verband. Laut Haftmann habe der Künstler mit den ineinander verwobenen Formen „das Aufrauschen der Klänge“ (Haftmann, S. 45) assoziiert. Nicht nur der Kontext, auch die bei Kunst-am-Bau-Projekten vorgegebene Raumsituation haben Uhlmann zu Lösungen herausgefordert, die mit der Architektur korrespondieren. Seine in einem Treppenaufgang hängende Raumplastik für das Bibliotheksgebäude der Universität Freiburg (WVZ 138) nannte er „Schwebende Plastik“. Auch sie versinnbildlicht Bewegung, jedoch keine gerichtete, sondern eine in sich kreisende. Aus Stäben und kreisförmigen Scheiben konstruierte Uhlmann eine Konstellation rhythmischer Schwingungen, die sich im Raum auszubreiten scheinen. 1958/59 folgte eine Serie von schwarz gefärbten Skulpturen aus Stahl mit dem Titel „Fetisch“ (LB 161, 163, 172, 176, 177).

#### Faltung und Entfaltung, Türme und Säulen (1954–1972)

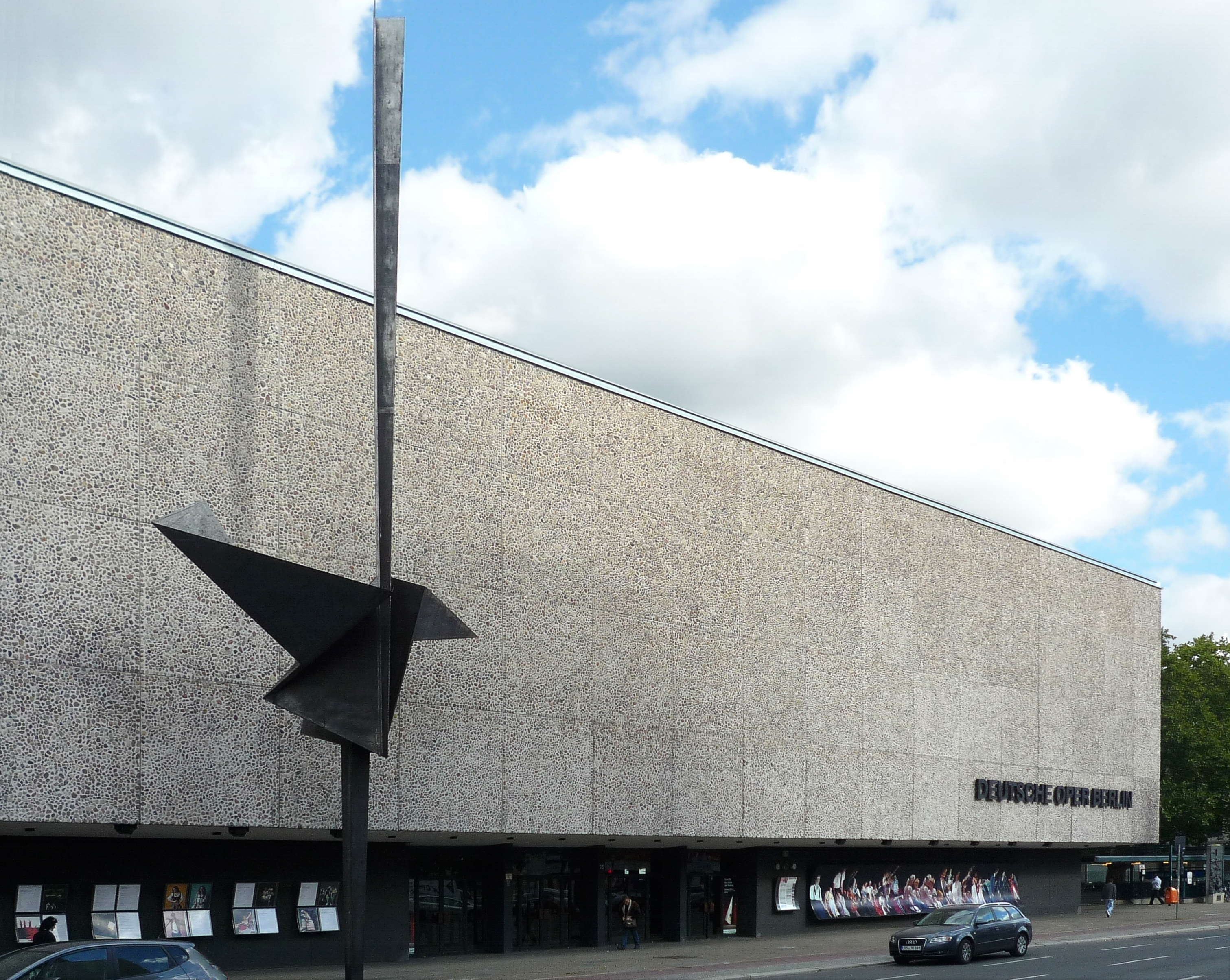
Deutsche Oper Berlin, Straßenfront Bismarckstraße

Viele der über die Jahrzehnte entwickelten Motive griff Uhlmann erneut auf, wie etwa den Fetisch (Skulptur für die Beethovenhalle Bonn „LB 183“). Auch das Motiv von Faltung und Entfaltung (Skulptur für die Deutsche Oper Berlin „LB 191“) begleitete den Künstler bis in sein Spätwerk. (Anmerkung: Roters, S. 7) Ende der 1950er Jahre kamen die Formen des Turms und eines in sich gegliederten Kerns, einer „Turmkammer“ (Haftmann) hinzu. Mitte der 1960er Jahre experimentierte Uhlmann mit Pyramidenformen (z. B. „Großes Dreieck“, Museum Ludwig, Köln). Seine Türme wirken nach außen (Turm mit allseitiger Ausstrahlung „LB 241“), seine Säulen nach innen (Viereck-Säule „LB 235“, Fünfecksäule „LB 239“). In den seit 1970 entstandenen Säulen dehnte Uhlmann die Kernzone auf die ganze Höhe der Skulptur aus, so dass sie komplett einsehbar war, sich aber gleichwohl durch die labyrinthische Gliederung verbarg. Eberhard Roters: „Dabei wird offensichtlich, worum des dem Künstler geht, um das skulpturale Gegenbild derjenigen Korrespondenz, die Grundkonstante alles menschlichen Erlebens ist, um das Wechselspiel von Innen und Außen, verkörpert in den Gegensatzspannungen von Mantel und Kern.“ (Roters, S. 10)

### Zeichnung
1990 publizierte die Berlinische Galerie – Museum für moderne Kunst, Photographie und Architektur zusammen mit dem Wilhelm-Lehmbruck-Museum Duisburg das Werkverzeichnis (WVZ) der Zeichnungen von Hans Uhlmann. Es umfasst 1125 Bleistift- und Tuschezeichnungen, Aquarelle sowie großformatige Kreidezeichnungen. Hans Uhlmann zu seinen Zeichnungen: „Sie sind für mich eine zweite, gleichwertige Ausdrucksmöglichkeit, und sie begleiten stetig meine bildhauerische Arbeit.“ (Zitiert nach: Brockhaus/Merkert, S. 6)

#### Köpfe, Landschaften, Entwurfszeichnungen für Skulpturen (1929–1945)
1929 zeichnete Uhlmann während seiner Frankreich-Reise, u. a. Motive aus Paris, der Bretagne und Marseille (WVZ 1–9). Die Ausführung der Blätter ist durch einen festen, schnellen und expressiven Duktus gekennzeichnet. Es folgten im Format größere Bruststücke und Kopfstudien. Während der Haft 1934–1935 in Tegel entstanden Porträtskizzen von Mithäftlingen sowie Entwürfe für Drahtplastiken. 1937 folgte eine geometrisch-konstruktiv angelegte Serie von Skulptur-Entwürfen (WVZ 84–89).

#### Tanz, Bühne, Verwandlung (1945–1950)
Einzelne Zeichnungen der Jahre 1945–1950 können unmittelbar mit Skulpturen in Verbindung gebracht werden. Meist handelt es jedoch um freie Gestaltungen eines Themas. Für Uhlmann musste eine Zeichnung „die Qualität des Hingeschriebenen“ haben. (Hans Uhlmann: Über meine Zeichnung, zitiert nach: Brockhaus/Merkert, S. 53) Die zahlreichen Tuschezeichnungen und Aquarelle der späten 1940er Jahre zeigen oftmals stark abstrahierte, tanzende Figuren – meist umgesetzt als eine kompakte, bewegte Form auf einer bühnenartigen Ebene. Seit 1950 arbeitete er vermehrt mit einer synthetischen Kreide, die von ihm benutzten Papierformate wurden größer.

#### Konstruktive Zeichnungen, Oszillogramme (1957–1964)
Ende der 1950er Jahre löste sich Uhlmann in seinen Zeichnungen von der Figur. Seine meist in schwarzer Kreide ausgeführten, ungegenständlichen Blätter sind aus dynamischen, geometrischen Formen aufgebaut (WVZ 822). Reduziert auf Linien und Flächen scheinen seine Zeichnungen sich beständig wandelnden Kraftfeldern zu entsprechen. Dies gilt auch für seine „Oszillogramme“, sich überschneidende Linienschwünge, die durch schwarze Flächen auf der Blattfläche verankert scheinen.

#### Kristalline und organische Formen (1960–1967)
Uhlmanns zeichnerisches Spätwerk ist gekennzeichnet durch kristalline und organische Formen. Der Künstler arbeitete weiterhin mit schwarzer Kreide auf Papier in abgewandelten DIN-A1-Formaten. Das Thema der Verwandlung klingt nun auf der Ebene organischer Stoffe an. Mitunter mischen auch wieder sich Fetisch-Chiffren, schematisierte Knospen oder Blattformen in die ungegenständlichen Strukturen und werden Teil spannungsgeladener Bildräume (WVZ 889, 995, 1115).

## Rezeption
Nach dem Tod des Künstlers 1975 richteten das Wilhelm-Lehmbruck-Museum Duisburg (1977) und die Berlinische Galerie (1988) jeweils einen Raum mit Werken Uhlmanns ein, um an das Werk des Künstlers zu erinnern. Bei der Neuausrichtung der Institute konnte diese jedoch nicht beibehalten werden. Seit 2014 zeichnet sich ein neues Interesse an der deutschen Nachkriegskunst ab und damit auch am Werk von Hans Uhlmann.

## Ausstellungen (Auswahl)

### Einzelausstellungen
zu Lebzeiten
- 1930 Galerie Fritz Gurlitt, Berlin
- 1945 Galerie Gerd Rosen, Berlin
- 1948 Zeichnungen und Gouachen, Galerie Schüler, Berlin
- 1950 Galerie Franz, Berlin
- 1950 Galerie Franke, München
- 1951 Hans Uhlmann – Zeichnungen und Plastik, Galerie Bremer, Berlin
- 1955 Galerie Bremer, Berlin
- 1959 Galerie Springer, Berlin und Graphisches Kabinett, Dr. Hanna Griesebach, Heidelberg
- 1960 Kunsthalle Bremen
- 1960 Kunst- und Museumsverein Wuppertal
- 1965 Galerie Franke, München
- 1965 Galerie Schüler, Berlin
- 1966 Kulturzentrum Wolfsburg
- 1967 Galerie Strecker, Berlin
- 1968 Hans Uhlmann, Retrospektive, Akademie der Künste (Berlin)

posthum
- 1978 Galerie Brusberg, Hannover
- 1990 Konstruktion und Rhythmus, Aquarelle und Zeichnungen von Hans Uhlmann (1900–1975), Wilhelm-Lehmbruck-Museum und Berlinische Galerie
- 1998 Galerie Brusberg, Berlin (mit E. W. Nay)
- 2003 Galerie Brusberg, Berlin (mit W. Heldt)
- 2013 Skulpturen und Zeichnungen, Galerie Haas, Berlin
- 2017 Galerie Brusberg, Berlin (mit Fotografien von Hans-Joachim Uhlmann)
- 2022 Kunsthaus Dahlem, Berlin, Raumlineaturen – Grafik von Hans Uhlmann 1933–1960
- 2024 Experimentelles Formen. Berlinische Galerie

### Gruppenausstellungen
zu Lebzeiten
- 1945 Nach 12 Jahren – Antifaschistische Maler und Bildhauer stellen aus, Volksbildungsamt Steglitz, Kamillenstraße 4
- 1945 Plastiken und Bildhauerzeichnungen, Galerie Gerd Rosen, Berlin
- 1946 Fantastenausstellung (u. a. mit Hannah Höch), Galerie Gerd Rosen, Berlin
- 1946 Plastik und Bildhauerzeichnungen unserer Zeit, Galerie Franz, Berlin
- 1948 Zone 5, Karl Hartung, Jeanne Mammen, Hans Thiemann, Heinz Trökes, Hans Uhlmann, Mac Zimmermann, Galerie Franz, Berlin
- 1949 Künstler der Berliner Neuen Gruppe, Galerie Springer, Berlin
- 1950 Berliner Neue Gruppe 1950, Schloss Charlottenburg, anschließend Wanderausstellung durch Westdeutschland
- 1951 Biennale São Paulo, Brasilien
- 1952 Georg Meistermann, E.W. Nay, Hans Uhlmann, Galerie Ferdinand Möller, Köln
- 1953 Hans Uhlmann, Theodor Werner, Woty Werner, Kestner-Gesellschaft, Hannover
- 1954 27. Biennale von Venedig
- 1954 Triennale Mailand
- 1954 Duitse Kunst na 1945, Stedelijk Museum, Amsterdam
- 1955 The New Decade, 22 European Painters and Sculptors. The Museum of Modern Art, New York
- 1955 documenta 1, Kassel
- 1957 German Art of the 20th Century, The Museum of Modern Art, New York
- 1958 Openluchtmuseum Middelheim, Antwerpen
- 1959 documenta II., Kassel
- 1964 documenta III., Kassel
- 1967 20th Century Art in Berlin, The Montreal Museum of Fine Arts
- 1969 The First International Exhibition of Modern Sculpture. The Hakone Open Air Museum, Tokio

posthum
- 1977 documenta 6, Kassel
- 1977 Skulptur in Münster, Westfälisches Landesmuseum, Münster
- 1981 Westkunst. Deutsche Kunst seit 1939. Eine Ausstellung der Kölner Museen, Köln
- 1985 German Art in the 20th Century, Royal Academy of Arts, London
- 1989 Zeitzeichen. Bildende Kunst in Nordrhein-Westfalen, eine Ausstellung der Landesregierung Nordrhein-Westfalen, Bonn, Leipzig, Duisburg
- 1996 Nay – Uhlmann – Antes – Stöhrer, Orangerie Reinz, Köln
- 2010 „Figur Traum Zeichen“, Neuerwerbungen und ausgewählte Werke von
- Künstlern aus dem Bestand, Galerie Brusberg, Berlin
- 2014 Die frühen Jahre: Britische und deutsche Kunst nach 1945, Sprengel Museum Hannover
- 2015–2017 Porträt Berlin: Künstlerische Positionen der Berliner Nachkriegsmoderne 1945–1955, Kunsthaus Dahlem, Berlin
- 2015/16 Die Schwarzen Jahre, Geschichten einer Sammlung. 1933–1945. Hamburger Bahnhof, Museum für Gegenwart, Berlin
- 2022 Kunst für Keinen. 1933–1945, Schirn Kunsthalle Frankfurt am Main

## Werke

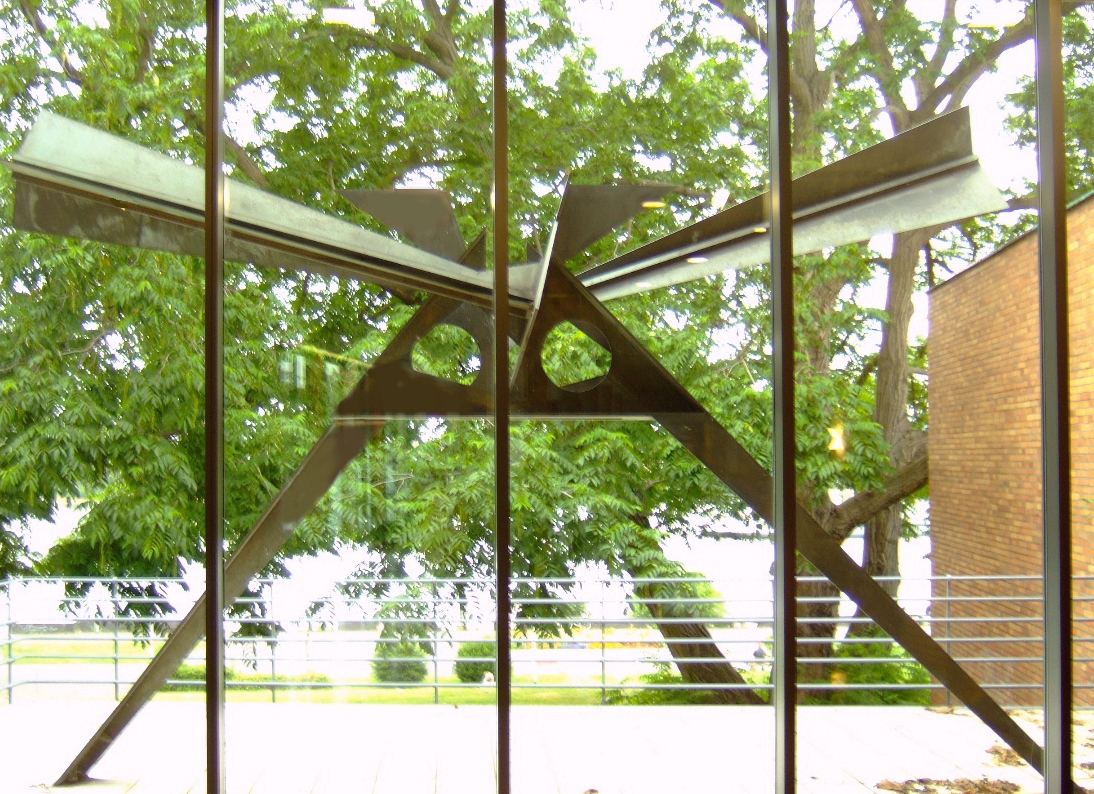
Hans Uhlmann: o.T. (1959) – Bonn, Beethovenhalle

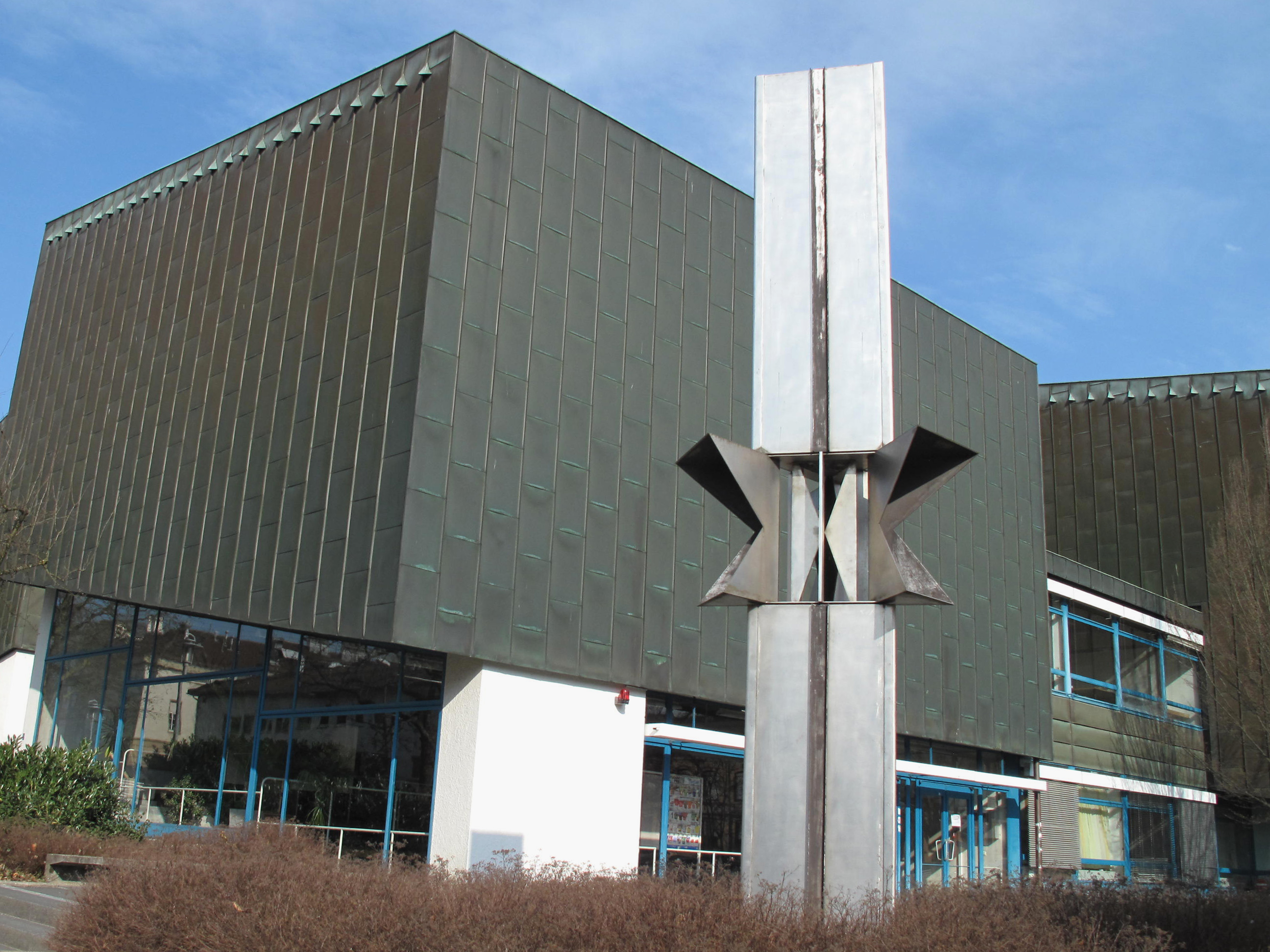
Turm mit allseitiger Ausstrahlung, vor der Universität Tübingen

### Skulpturen

#### Skulpturen im öffentlichen Raum (Auswahl)
- Concerto, Foyer der Musikhochschule Berlin (1954), LB 110
- Schwebende Skulptur, Albert-Ludwigs-Universität, Freiburg (1957), LB 138
- Stahlrelief im Treppenhaus des G-Gebäudes der Hochschule München, München (1957)
- Skulptur am Hansaplatz, Berlin (1958), LB 165
- Skulptur vor der Beethovenhalle, Bonn (1959), LB 183
- Mahnmal zum Gedächtnis des Widerstands im Dritten Reich, (1960), WVZ 185 Leverkusen[5]
- Skulptur vor der Deutschen Oper Berlin (1961), LB 191
- Dachskulptur für die Berliner Philharmonie (1963), LB 210
- Stahlrelief im Versammlungsraum des F.A.O.-Gebäudes, Rom (1964/65), LB 216
- Turm mit allseitiger Ausstrahlung, Eberhard-Karls-Universität, Tübingen (1972), LB 241[6]

#### Skulpturen in Museen (Auswahl)
- Kopf (1935), Nationalgalerie, Staatliche Museen Preußischer Kulturbesitz, Berlin, LB 4
- Vogel (1947), Staatliche Kunsthalle Karlsruhe, LB 53
- Stahlskulptur (1953), Will Grohmann Archiv, Staatsgalerie Stuttgart, LB 105
- Rising (1954), Kaiser Wilhelm Museum Krefeld, LB 117
- Fetisch (1955), Kunstmuseum Düsseldorf, LB 125
- Schwebende Skulptur (1956), Nationalgalerie, Staatliche Museen Preußischer Kulturbesitz, Berlin, LB 132
- Entwurf zur Skulptur vor dem Technischen Überwachungsamt in Frankfurt/Main (1957), Kunsthalle Bremen, LB 145
- Großes Rondo (1958/59), Hamburger Kunsthalle, LB 168
- Kleiner Turm (1. Fassung), (1959), Israel Museum, Jerusalem, LB 171
- Fetisch (1959), Bayerische Staatsgemäldesammlungen, München
- Großer Turm (1960), Nationalgalerie, Staatliche Museen Preußischer Kulturbesitz, Berlin, LB 189
- Großes Dreieck (1964), Wallraf-Richartz-Museum, Köln, LB 213

### Zeichnung
- Mappe „köpfe, zöpfe, bärte, locken und büsten aus Draht entworfen von Hans Uhlmann“; Tegel 1934-35 (25 Blätter), Kupferstichkabinett, Staatliche Museen Preußischer Kulturbesitz, Berlin; weitere Zeichnungen Uhlmanns aus allen Schaffensphasen sind im Bestand des Kupferstichkabinetts vorhanden.
- Ohne Titel (Blaue Figur), (1947), WVZ 192, Von der Heydt-Museum, Wuppertal
- Ohne Titel (1947), WVZ 226, Städtisches Kunstmuseum Bonn
- Ohne Titel (1950), WVZ 494, Graphische Sammlung der Staatsgalerie Stuttgart
- Ohne Titel (1951), WVZ534, Folkwang Museum Essen
- Ohne Titel (Masken), unbez., WVZ 557, Museum des 20. Jahrhunderts Wien
- Ohne Titel (1954), WVZ 622, Openluchtmuseum for Beeldhouwkunst Middelheim
- Ohne Titel (1958), WZZ 845, Staatliche Kunstsammlungen Kassel
- Ohne Titel (1958), WVZ 850, Staatliche Graphische Sammlung München

## Preise
- 1950: Kunstpreis Berlin der Jubiläumsstiftung 1848/1948 Bildende Kunst
- 1951: Preis für Zeichnung, Biennale São Paulo
- 1952: Preis des Kulturkreises der deutschen Wirtschaft für das Denkmal des unbekannten politischen Gefangenen in Berlin[7]
- 1954: Deutscher Kritikerpreis
- 1957: 1. Preis im Bildhauerwettbewerb der INTERBAU, Berlin
- 1960: Graphik-Preis der Ausstellung Bianco e Nero, Lugano
- 1960: Cornelius-Preis der Stadt Düsseldorf[8][9]

## Schüler
- Kurt Bahlmann
- Lore Bert
- Heinrich Brummack
- Klaus Albrecht von Hanft
- Klaus Ihlenfeld
- E. R. Nele
- Dietrich Riemann (Meisterschüler)
- Ursula Sax (Meisterschülerin)
- Georg Seibert (Meisterschüler)
- Göta Tellesch (Meisterschülerin)
- Helmut Wolff (Meisterschüler)

### Werkverzeichnisse, Quellen
- Hans Uhlmann, Leben und Werk, Text von Werner Haftmann, Oeuvre-Verzeichnis der Skulpturen von Ursula Lehmann-Brockhaus, Schriftenreihe der Akademie der Künste Bd. 11, Gebr. Mann Verlag, Berlin 1975
- Hans Uhlmann, Aquarelle und Zeichnungen (Hg. Christoph Brockhaus, Jörn Merkert) mit Werkverzeichnis, bearbeitet von Carmela Thiele, 1990, Berlinische Galerie; Texte von Christoph Brockhaus, Jörn Merkert, Christian Schneegass, Carmela Thiele
- Hans Uhlmann, Tagebücher aus der Gefängniszeit 1933–1945, hrsg. v. Dorothea Schöne und Carmela Thiele, Hatje Cantz Verlag, 2022

### Ausstellungskataloge und Aufsätze (Auswahl)
- Hans Uhlmann, Kunst- und Museumsverein Wuppertal, 1960, Text: Seiler.
- Geiger, Pfahler, Uhlmann, Westfälischer Kunstverein Münster, 1965 (Texte: Carl Bänfer, Dieter Honisch).
- Uhlmann-Raum, Wilhelm-Lehmbruck-Museum Duisburg, 1977, Texte von Siegfried Salzmann, Hans Uhlmann.
- Werner Heldt – Hans Uhlmann, 20 Jahre Brusberg Berlin, 2003, Texte: Ulrike Nürnberger, Jörn Merkert Ausstellungskatalog (PDF, 50 Seiten, 7,3 MB). Berliner Dialoge, Galerie Brusberg, Berlin, 25. Januar bis 29. März 2005.
- Hans Uhlmann, „Ingenieur der plastischen Form“, Galerie Haas AG, Zürich, 2012, Texte: Erika Költzsch, Hans Uhlmann.
- Hans Uhlmann, Skulpturen und Zeichnungen, Galerie Michael Haas, 1913, Text: Erika Költzsch.
- Hans Uhlmann, Zeichnungen, Nationalgalerie Berlin, Staatliche Museen Preußischer Kulturbesitz, Texte: Dieter Honisch, Angela Schneider-
- Will Grohmann, Das Konstruktive und das Imaginäre. Zu den Stahlplastiken und Zeichnungen von Hans Uhlmann, in: Quadrum19, Brüssel 1956.
- Eberhard Roters, Hans Uhlmann – „Der sichtbare Raum der Masse“, in: Künstler, Kritisches Lexikon der Gegenwartskunst, Ausgabe 6, 1989.
- Carmela Thiele, Jeanne Mammen und Hans Uhlmann, Eine Künstlerfreundschaft im Berlin des Nationalsozialismus und der Nachkriegszeit, in: Jeanne Mammen, Die Beobachterin, Retrospektive 1910–1975, Hirmer Verlag, München 2017, S. 171–176.
- Carmela Thiele, Hans Uhlmann, in: Kunst für Keinen 1933–1945, Hirmer Verlag, München, 2022, S. 241–251.
- Carmela Thiele, Über innere Freiheit. Einleitende Worte zum Gefängnistagebuch von Hans Uhlmann, in: Hans Uhlmann, Tagebücher aus der Gefängniszeit 1933–1945, hrsg. v. Dorothea Schöne und Carmela Thiele, Hatje Cantz Verlag, 2022, S. 14–18.